# Edgard Gunzig
Pour les articles homonymes, voir Gunzig.
Edgard Gunzig est un physicien et cosmologiste belge, né à Mataró le 23 juin 1938. 

## Biographie
Fils de Jakob Gunzig (mort dans le camp de concentration de Mauthausen) et de Rachel Eckstein, Edgard Gunzig naît au sein des Brigades internationales pendant la guerre d'Espagne.
Il découvre les mathématiques lors de ses études en Pologne, et entre à Université libre de Bruxelles en 1957.
Il fut professeur de relativité générale à l'université libre de Bruxelles. Ses travaux ont porté sur le vide quantique, ainsi que sur l'inflation cosmique, dont il a été un des précurseurs. Il est l'auteur de la théorie du bootstrap. Il est aussi le créateur et le président de OLAM (fondation pour la recherche fondamentale à Bruxelles).
Avec Élisa Brune, il coécrit Relations d'incertitude, qui remporte le Prix Victor-Rossel des jeunes en 2004.
Il est le père de l'écrivain Thomas Gunzig.